# Chocianowice (zajezdnia tramwajowa)
Chocianowice – zajezdnia tramwajowa w Łodzi powstała w 1901 roku.

## Historia

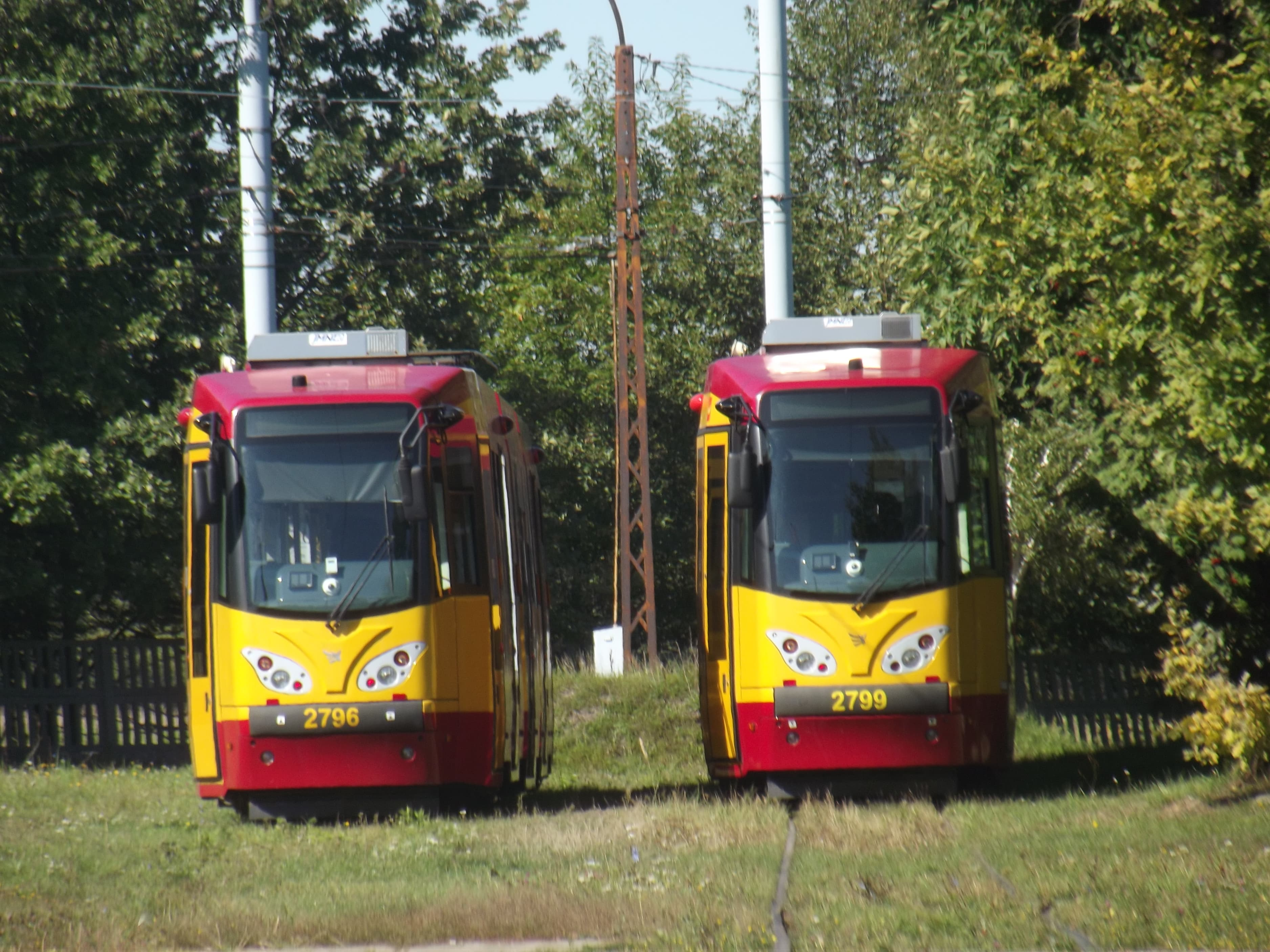
Düwagi M8CN

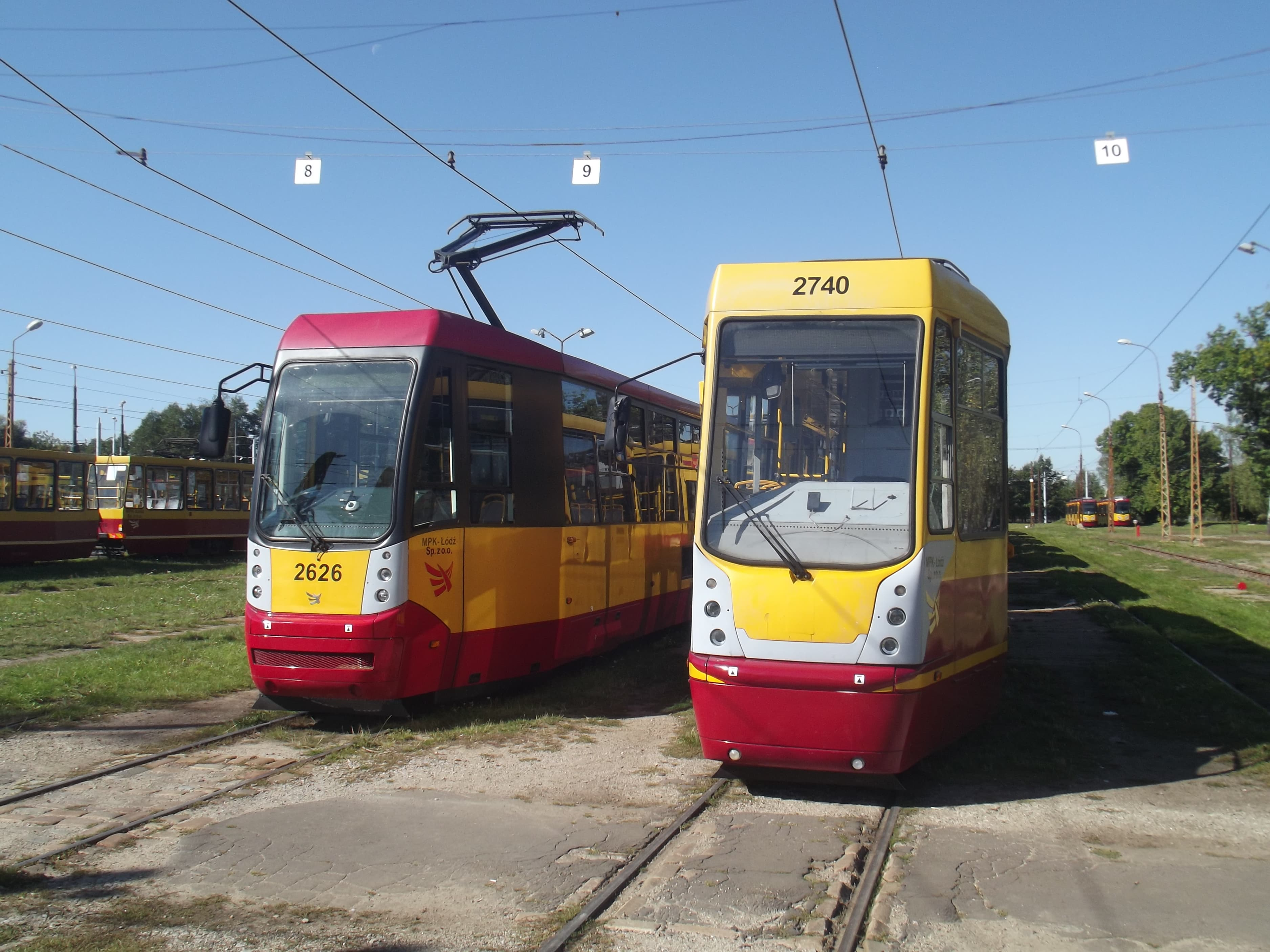
Konstal 805NaND i Konstal 805N-ML

Początkowo zajezdnia obsługiwała połączenie Łódź – Pabianice. W 1910 roku uruchomiono połączenie do Rudy Pabianickiej, które zostało później przedłużone do Tuszyna przez Rzgów podczas I wojny światowej. W 1934 roku uruchomiono linię autobusową Łódź – Sieradz, a jej zaplecze również ulokowano na terenie tej zajezdni.
Po utworzeniu Miejskich Zakładów Komunikacyjnych (od 1951 r. Miejskich Przedsiębiorstw Komunikacyjnych) zajezdnia otrzymała numer 3. Po II wojnie światowej powstały też linie miejskie.
W 1960 roku zmieniono układ torowy hali z czołowego na przelotowy poprzez włączenie znajdującej się obok krańcówki w obszar zajezdni i dobudowano istniejące do dziś tory na placu postojowym. 49 lat później zmodernizowano zaplecze techniczne i zmniejszono liczbę torów hali z 9 na 8.
W styczniu 2012 r. po likwidacji zajezdni przy ul. Dąbrowskiego Chocianowice stały się Zakładem Eksploatacji Tramwajów nr 2.
Dawniejsze wagony tramwajowe:
- Konstal 5N+5ND
- Konstal 803N
- Konstal 803N mod.
- Düwag M8C

## Czasy obecne
Na terenie zajezdni stacjonują wagony (stan na 2023):
- Konstal 805Na
- Konstal 805NaND
- Konstal 805N-ML
- Düwag M8CN
- Moderus Gamma